# Panicum stapfianum
Panicum stapfianum là một loài thực vật có hoa trong họ Hòa thảo. Loài này được Fourc. mô tả khoa học đầu tiên năm 1932.